# Elma Karlowa
Elma Karlowa; eigentlich Selma-Karolina Karlowac, auch bekannt unter dem Namen Elma Karlovace oder, wie in manchem Filmvorspann, Selma Karlovac (* 12. März 1932 in Zagreb, Königreich Jugoslawien; † 31. Dezember 1994 in München), war eine jugoslawische Filmschauspielerin.

## Leben
In Jugoslawien spielte Karlowa zunächst Theater, bevor sie 1953 ihre erste Filmrolle erhielt. Der deutsche Nachkriegsfilm drehte öfter in Istrien an der Adria und dort wurde sie von Regisseur Géza von Bolváry für den Unterhaltungsstreifen Einmal kehr’ ich wieder (1953) für die weibliche Hauptrolle ausgewählt. Also setzte sie ihre Karriere in Deutschland fort.
Karlowa spielte in den 1950er und 1960er Jahren hauptsächlich in Musikfilmen und den seichten Komödien jener Zeit. Ihre dunkelbraunen Augen und ihr charakteristischer südländischer Akzent prädestinierten sie für die Rolle einer Liebhaberin oder Verführerin. Sie agierte aber auch in der Operettenverfilmung Der Bettelstudent (1956) und in der Emmerich-Kálmán-Biografieverfilmung Der Czardas-König (1958).
Mit dem Ende des Nachkriegsfilms erhielt sie kaum noch Rollenangebote, sie hatte dann auch mit Gewichtsproblemen und psychischen Schwierigkeiten zu kämpfen. Nach einigen Abstechern zu Softpornos erhielt sie in Fassbinders Angst essen Seele auf (1974) noch einmal eine ernsthafte Rolle als Frau Kargus. Nun war sie auch wieder im Fernsehen zu sehen und hatte einige Auftritte in der Tatort-Reihe. In dem bekannten Journalisten-Mehrteiler Kir Royal spielte sie 1986 eine Putzfrau. Sie starb an den Folgen einer Diabeteserkrankung. Ihre letzte Ruhestätte befindet sich in Sydney.

## Filmografie
- 1949: Zastava
- 1953: Ciganka
- 1953: Opstinsko dete
- 1953: Einmal kehr’ ich wieder
- 1954: Dieses Lied bleibt bei dir
- 1954: König der Manege
- 1954: Gitarren der Liebe
- 1954: Verliebte Leute
- 1955: Du bist die Richtige
- 1955: Der fröhliche Wanderer
- 1955: Zwei Herzen und ein Thron
- 1955: Rosenmontag
- 1956: Studentin Helene Willfüer
- 1956: Der Bettelstudent
- 1957: Jede Nacht in einem anderen Bett
- 1957: Das Mädchen ohne Pyjama
- 1957: Gruß und Kuß vom Tegernsee
- 1957: Almenrausch und Edelweiß
- 1958: Die grünen Teufel von Monte Cassino
- 1958: Rivalen der Manege
- 1958: Der Czardas-König
- 1959: Besuch aus heiterem Himmel
- 1959: Liebe verboten – Heiraten erlaubt
- 1960: Auf der Spur der Verräter (Kapetan Lesi)
- 1960: Schick deine Frau nicht nach Italien
- 1960: Gauner-Serenade
- 1960: Die Rote Hand
- 1961: Am Sonntag will mein Süßer mit mir segeln gehn
- 1961: So liebt und küßt man in Tirol
- 1962: Freddy und das Lied der Südsee
- 1962: Die Post geht ab
- 1963: Und wenn der ganze Schnee verbrennt
- 1963: Übermut im Salzkammergut
- 1963: Apartment-Zauber
- 1964: Holiday in St. Tropez
- 1965: Ein Ferienbett mit 100 PS
- 1965: St. Pauli Herbertstraße
- 1966: Brille und Bombe: Bei uns liegen Sie richtig!
- 1969: Dem Täter auf der Spur (TV-Serie, eine Folge)
- 1971: Kein Geldschrank geht von selber auf Die Eddie Chapman Story (TV)
- 1972: König, Dame, Bube
- 1973: Junge Mädchen mögen’s heiß, Hausfrauen noch heißer
- 1973: Was Schulmädchen verschweigen
- 1973: Auch Ninotschka zieht ihr Höschen aus
- 1973: Welt am Draht (Miniserie, zwei Folgen)
- 1974: Angst essen Seele auf
- 1974: Martha (TV)
- 1974: Der kleine Doktor (TV-Serie, eine Folge)
- 1975: Mordkommission (TV-Serie, eine Folge)
- 1975: Faustrecht der Freiheit
- 1975: Bitte keine Polizei (TV-Serie, eine Folge)
- 1975: Frankensteins Spukschloß
- 1976: Die Unternehmungen des Herrn Hans (TV-Serie, eine Folge)
- 1977: Bolwieser (TV)
- 1977: Zeit der Empfindsamkeit (TV)
- 1978: Zwei himmlische Töchter (TV-Mehrteiler, eine Folge)
- 1978: Fedora
- 1978: Das Einhorn
- 1978: Tatort: Schwarze Einser (TV-Reihe)
- 1978: Polizeiinspektion 1 (TV-Serie, eine Folge)
- 1979: Der Millionenbauer (TV-Serie, eine Folge)
- 1979: Wehe, wenn Schwarzenbeck kommt
- 1979: Ein verrücktes Paar (TV-Serie, eine Folge)
- 1979: Die Protokolle des Herrn M. (TV-Serie, zwei Folgen)
- 1979: Nero (TV)
- 1980: Der ganz normale Wahnsinn (TV-Serie, eine Folge)
- 1980: Merlin (TV-Serie, drei Folgen)
- 1980: Berlin Alexanderplatz (TV-Mehrteiler, zwei Folgen)
- 1982: Doktor Faustus
- 1982: Der Andro-Jäger (TV-Serie, eine Folge)
- 1984: Agentin mit Herz (TV-Serie, eine Folge)
- 1984: Wenn ich mich fürchte
- 1984: Im Himmel ist die Hölle los
- 1986: Kir Royal (TV-Mehrteiler, eine Folge)
- 1987: Wann, wenn nicht jetzt? (TV)
- 1988: Sieben auf einen Streich
- 1991: Herz in der Hand
- 1992: Tatort: Kainsmale (TV-Reihe)
- 1994: Tatort: Laura mein Engel (TV-Reihe)
- 1995: Liebling, ich muß auf Geschäftsreise (TV)